# Brtničtí z Valdštejna
Brtničtí z Valdštejna byl moravský šlechtický rod, brtnická větev českého rodu Valdštejnů.

## Historie

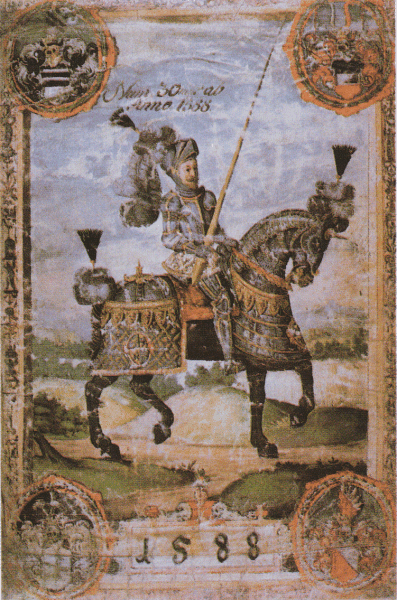
Hynek Brtnický z Valdštejna. Zemské desky olomoucké

Valdštejnové získali Brtnické panství někdy okolo roku 1400. Původně zde měli své sídlo na hradě Rokštejn a prvním z Valdštejnů, který se zde usadil byl Hynek z Valdštejna. Ten po přenesení sídla do Brtnice přijal přízvisko Brtnický. Kromě toho také nechal přestavět zdejší tvrz na hrad. 
Hynek zemřel někdy okolo roku 1409 a po sobě nechal dva syny. Starší Jindřich Brtnický zdědil brtnické panství, zatímco mladší Zdeněk Brtnický převzal sádecké panství. Jindřich se roku 1415 oženil s Annou z Pernštejna a spolu měli dva syny – Václava a Jana. Po Jindřichově smrti v roce 1422 připadlo panství oběma jeho synům, správy se však ujal jejich strýc Zdeněk Brtnický. Václav zemřel již v roce 1444, Jan o 5 let později, oba bezdětní. Po smrti obou Jindřichových synů tedy panství připadlo jejich strýci Zdeňkovi. 
Ten byl ženatý s Žofkou z Kunštátu a spolu měli tři syny – Jana, Hynka a Václava. V roce 1430 musel Zdeněk na příkaz markraběte Albrechta Habsburského zastavit veškeré práce na hradě Brtnice. Kolem roku 1459 připadlo panství spojencům Jiřího z Poděbrad, Hynkovi a Václavovi Brtnickým. Václav zemřel v roce 1486 bezdětný a jeho majetek tak získal Hynek Brtnický z Valdštejna. Ten se již roku 1481 oženil s Dorotou Trčkovou z Lípy a po jeho smrti v roce 1489 se majetky rozdělili mezi jeho syny Burjana a Zdeňka (ten umírá již v roce 1528).
Burjan se oženil s Kateřinou z Ludanic, se kterou měl syny Jana a Zdeňka. Po Burjanově smrti v roce 1544 zdědil Brtnici Zdeněk Brtnický. Ten si v roce 1547 vzal Annu Krajířovou z Krajku a o 10 let později byl jmenován zemským hejtmanem. Zároveň také započal s přestavbou gotického brtnického hradu na renesanční zámek. 
V roce 1561 vše zdědil jeho syn Hynek Brtnický, od roku 1576 ženatý s Kateřinou Zajímačkou z Kunštátu. Oba zemřeli krátce po sobě – Hynek roku 1596, Kateřina v roce 1601, po jejíž smrti majetek převzal Hynkův synovec Zdeněk IV. Brtnický. V červenci 1621 jej na příkaz kardinála Ditrichštejna zatkli a uvěznili na Špilberku, kde 24. června 1623 zemřel. Ještě předtím 2. dubna téhož roku předal Ferdinand II. veškeré jejich majetky rodu Collalto et San Salvatore.